# Александър Прохоров
Александър Михайлович Прохоров е руски учен, носител на Нобелова награда за физика за 1964 година, един от основоположниците на съвременното направление във физиката – квантова електроника.

## Биография
Роден е на 11 юли 1916 година в Атертън, Австралия.
Прохоров е създател и дългогодишен директор на Института по обща физика на Руската академия на науките. Смятан е за гениална личност. Неговите съвместни трудове с Николай Басов получават широко признание и висока оценка. През 1959 г. им е присъдена Ленинска премия в областта на науката и техниката за създаването на нов метод за усилване и генерация на електромагнитни вълни. През 1964 г. заедно с американеца Чарлз Таунс получават Нобелова награда за физика.
Прохоров има и принос за създаването на първите комуникационни системи, включително и първите влакнесто-оптични кабели за предаване на телевизионни сигнали в бившия Съветски съюз.
Умира на 8 януари 2002 година в Москва на 85-годишна възраст.